# Clarkia prostrata
Clarkia prostrata är en dunörtsväxtart som beskrevs av H. och M. Lewis. Clarkia prostrata ingår i släktet clarkior, och familjen dunörtsväxter. Inga underarter finns listade i Catalogue of Life.